# Thatcherina
Thatcherina là một chi ốc biển, là động vật thân mềm chân bụng sống ở biển trong họ Conidae.

## Các loài
Các loài thuộc chi Thatcherina bao gồm:
- Thatcherina diazi Gracia & Vera-Peláez, 2004[2]